# Sport-Team Rechberghausen
Das Sport-Team Rechberghausen e. V.  ist ein Sportverein im Landkreis Göppingen mit den Schwerpunkten auf Ausdauersportarten wie Langstreckenlauf, Duathlon und Triathlon und OCR (Obstacle Course Racing = Extremhindernislauf). Bei den beiden relevanten Verbänden, dem Württembergischen Leichtathletik-Verband (WLV) und dem Baden-Württembergischen Triathlonverband (BWTV), ist das Team unter dem Wettkampfnamen Sparda-Team Rechberghausen registriert.
Langjähriger Namens- und Hauptsponsor ist die Sparda-Bank Baden-Württemberg.

## Regelmäßige Events
Das Sparda-Team Rechberghausen richtet Ende Juli / Anfang August den Rechberghäuser Sommernachtslauf und Ende September den Uhinger 24-Stunden-Benefizlauf aus. Der Rechberghäuser Sommernachtslauf um den Sparda-Bank-Pokal, der gemeinsam mit der Gemeinde Rechberghausen ausrichtet wird, findet 2024 zum zwölften Mal statt. Der Uhinger 24-Stunden-Benefizlauf wurde 2020 zum 26. Mal insgesamt und zum 4. Mal als 24-Stunden-Hindernislauf (24h-OCR) ausgetragen. Mitveranstalter dieses Events waren die Stadt Uhingen, der Handels- und Gewerbeverein Uhingen e.V., die Freiwillige Feuerwehr Uhingen und die ZRS-Agentur GmbH Stuttgart.
spardaXtrem Uhingen: Ab 2024 wird der traditionsreiche Uhinger 24-Stunden-Lauf mit einem neuen Format über sechs Stunden und wieder als Hindernisrennen gestartet. Auch Kinder dürfen dann mitmischen. Ausrichter ist das Sparda-Team Rechberghausen, unterstützt von der Sparda-Bank Baden-Württemberg eG, der Stadt Uhingen, dem Handels- und Gewerbeverein Uhingen sowie dem Schützenverein Uhingen.

## Geschichte
Das Sparda-Team feierte 2019 sein 25-jähriges Bestehen. Seine Karriere begann 1994 bei der Leichtathletikabteilung des TSV Adelberg-Oberberken und setzte sich ab 2001 im neu gegründeten „Sport-Team Rechberghausen e.V.“ fort. Gründungsvorstand Rolf Bayha führt den Verein bis heute erfolgreich.

## Vorstand
- Vorstand Verwaltung: Rolf Bayha (Gründungsvorstand)
- Vorstand Sport: Marco Höpfner
- Vorstand Finanzen: Martin Roos

## Athleten
Bekannte Athleten im Sparda-Team Rechberghausen sind der Langstreckenläufer John Schondelmayer, der zweifache Deutsche Triathlon-Meister Stefan Schmid und die ehemalige Ironman-Triathletin Katja Mayer.

Mit dem Eintritt von Duathlon-Weltmeister Normann Stadler, späterer zweifacher Hawaii-Sieger, hatte der Verein um die Jahrtausendwende (2001/2002) auch einen Athleten der absoluten Weltspitze an Bord, der vor seinem Umzug nach Mannheim dem Team zwei Jahre lang die Treue gehalten hat und dabei mit starken Auftritten glänzen konnte.
Für die Saison 2013 wurde der deutsche Langstreckenläufer Markus Weiß-Latzko (Marathonbestzeit 2012: 2:18:06 h beim Frankfurt Marathon) verpflichtet, der sich auf die Leichtathletik-WM in Moskau vorbereitet.
Im Jahr 2020 machten Johannes Großkopf, Richard Schumacher, Markus Weiß-Latzko, Alessandro Collerone, Michael Digel, Manuel Steinhilber, Tanja Massauer und Kathrin Baumann-Tischer mit Siegen, vor allem bei Läufen in der Region, auf sich aufmerksam. Des Weiteren sind Marcus Wieszt und Christian Reik 2024 dazu gestoßen.